# Flotación

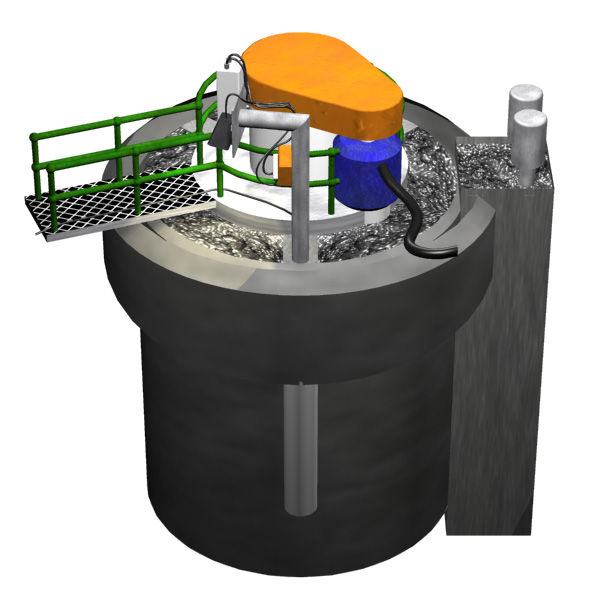
Celda de flotación

La flotación es un proceso fisicoquímico de tres fases (sólido-líquido-gaseoso) que tiene por objetivo la separación de especies minerales mediante la adhesión selectiva de partículas minerales a burbujas de aire. En química, es una mezcla heterogénea a nivel molecular o iónico de dos o más especies químicas que no reaccionan entre sí, cuyos componentes se encuentran en proporción que varía entre ciertos límites.
Toda disolución está formada por un soluto y un medio dispersante denominado disolvente o solvente. El disolvente es la sustancia que está presente en el mismo estado de agregación que la disolución misma; si ambos (soluto y disolvente) se encuentran en el mismo estado, el disolvente es la sustancia que existe en mayor cantidad que el soluto en la disolución; en caso de que haya igual cantidad de ambos (como un 50 % de etanol y 50 % de agua), la sustancia que es más frecuentemente utilizada como disolvente es la que se designa como tal (en este caso, el agua). Una disolución puede estar formada por uno o más solutos y uno o más disolventes. Una disolución será una mezcla en la misma proporción en cualquier cantidad que tomemos (por pequeña que sea la gota), y no se podrán separar por centrifugación ni filtración.
Un buen ejemplo podría ser un sólido disuelto en un líquido, como la sal o el azúcar disuelto en agua (o incluso el oro en mercurio, formando una amalgama). Esto nos lleva al importante concepto llamado flotación, que se trata con el principio de Arquímedes.
Cuando un cuerpo se sumerge total o parcialmente en un fluido, una cierta porción del fluido es desplazado. Teniendo en cuenta la presión que el fluido ejerce sobre el cuerpo, se infiere que el efecto neto de las fuerzas de presión es una fuerza resultante apuntando verticalmente hacia arriba, la cual tiende,en forma parcial, a neutralizar la fuerza de gravedad, también vertical, pero apuntando hacia abajo. La fuerza ascendente se llama fuerza de empuje o fuerza de flotación y puede demostrarse que su magnitud es exactamente igual al peso del fluido desplazado. Por tanto, si el peso de un cuerpo es menor que el del fluido que desplaza al sumergirse, el cuerpo debe flotar en el fluido y hundirse si es más pesado que el mismo volumen del líquido donde está sumergido. El principio de Arquímedes es un enunciado de esta conclusión, del todo comprobada, que dice que todo cuerpo total o parcialmente sumergido en un fluido, está sometido a una fuerza igual al peso del fluido desalojado.
Este principio explica el funcionamiento de un tipo de hidrómetro empleado universalmente en los talleres para determinar el peso específico del líquido de las baterías de los automóviles. Un flotador se hunde o no hasta cierta señal, dependiendo del peso específico de la solución en la que flota. Así, el grado de carga eléctrica de la batería puede determinarse, pues depende del peso específico de la solución , la flotación uno de los ejemplos más fáciles y famosos es el aserrin , la arena y el agua ya que añadir un poco de los dos y añadir el agua el aserrin sube por su menor densidad y la arena baja por su mayor densidad